# Фор-де-Франс (округ)
Фор-де-Франс (фр. Fort-de-France) — округ (фр. Arrondissement) во Франции, один из округов в регионе Мартиника. Департамент округа — Мартиника. Супрефектура — Фор-де-Франс.
Население округа на 2009 год составляло 165 494 человек. Площадь округа составляет всего 171 км².